# 1934年中国
| 中国历史 / 中国历史年表                                                                                                   |
| 世紀： 19世纪中国 / 20世纪中国 / 21世纪中国                                                                               |
| 年代： 1900年代中国 / 1910年代中国 / 1920年代中国 / 1930年代中国 / 1940年代中国 / 1950年代中国大陆 / 1960年代中国大陆     |
| 年份： 1930年中国 / 1931年中国 / 1932年中国 / 1933年中国 / 1934年中国 / 1935年中国 / 1936年中国 / 1937年中国 / 1938年中国 |
| 纪年： 甲戌年（狗年）、中华民国23年                                                                                       |

## 大事記
- 本年自然災害嚴重，被稱為60年來所未有，從6月起長江流域各省遭旱災，接着東北、華北又遭水災，黃河數處決口，據《東方雜誌》第三十一卷第二十一號達生之〈災荒打擊下底中國農村〉一文統計，全國旱災14省333縣，水災13省162縣，蝗災8省69縣，雹災12省89縣，全國受災面積達三分之二[1]:4810。

### 1月
- 中共中央政治局決定，取消中國工農紅軍總司令部和紅一方面軍司令之名義和組織，紅一方面軍總部同中央革命軍事委員會合併，方面軍所屬部隊由中央革命軍事委員會直接指揮，稱中央紅軍，2月3日中革軍委改組，主席仍由朱德擔任，周恩來、王稼祥為副主席[1]:4573。
- 1月1日——中央軍對福建人民革命軍發動總攻[1]:4547。
- 1月6日——張學良由意大利乘「康脫浮特號」輪回國，途經香港登岸訪胡漢民；國民政府指令行政院，派陸軍第三十五師師長馬鴻賓兼任甘寧邊區「剿匪」司令[1]:4552。
- 1月7日——「滿洲國」國務總理鄭孝胥召開各部總長會議，審議《國策大綱》，準備實行帝制[1]:4552。
- 1月8日——「滿洲國」加緊復辟帝制活動，國務院召開特別內閣會議，討論向溥儀提出《國體建議書》，1月11日日本關東軍授意省、市長向溥儀呈送《改帝制建議書》[1]:4553。
- 1月12日——國民政府特派蔣鼎文為贛粵閩湘鄂「剿匪」軍東路總司令：國民政府任命陳儀為福建省政府委員兼主席，省政府暫設延平，由行政院轉飭陳儀迅即赴任[1]:4557。
- 1月13日——福建人民政府及其第十九路軍退出福州，撤往漳州、泉州，蔡廷鍇等通電在漳州設人民政府，在泉州設總部，表示堅持戰鬥[1]:4557。
- 1月15日——第十九路軍全部撤離福州[1]:4559。
- 1月20日——國民政府任命鄧家彥為國民政府委員；「滿洲國」國務總理鄭孝胥謁見「執政」溥儀，呈遞勸進帝位建議書，並稱於3月1日實行帝制，以溥儀為「滿洲帝國皇帝」[1]:4565。
- 1月22日——國民政府特派顧維鈞為海牙公斷院公斷員[1]:4567。
- 1月23日——國民政府任命阮肇昌為陸軍第五十七師師長，李松山為第五十五師師長[1]:4567。
- 1月24日——國民政府令免陳儀軍政部政務次長職，遺缺由顧祝同繼任[1]:4569。
- 1月26日——林森在南京國民政禮堂宣誓連任國民政府主席職，蔣介石、汪精衛等各中央委員、各部院會長官、各機關代表千餘人出席，中央監察委員吳敬恒任新職大典主席，代表中央授印、監誓，並政訓詞，林森宣讀誓詞並致答詞[1]:4570。
- 1月27日——國民政府任命李文範為國民政府委員[1]:4571。
- 1月28日——蔣介石委派陳調元任贛粵閩湘鄂「剿匪」預備軍總司令，2月7日陳至南昌設總司令，3月23日國民政府明令公布[1]:4572。
- 1月29日——國民政府任命傅汝霖為內政部常務次長[1]:4572。
- 1月30日——國民政府任命班禪額爾德尼為國民政府委員；行政院會議決議，撤銷青海西區屯懇督辦公署，免去孫殿英督辦兼職（2月1日國民政府明令公布）[1]:4572。

### 2月
- 2月1日——蔣介石由南京抵杭州，部署福建軍事善後事宜，同日張學良往杭州謁蔣，向蔣表示「一切聽命中央」[1]:4574。
- 2月6日——第十九路軍福建事變失敗；新疆「東土耳其斯坦伊斯蘭共和國」總理沙比提大毛拉率兵圍攻馬占倉、馬紹武軍，馬仲英派東干回軍6,000人由焉耆前往救援，是日馬軍擊潰「沙比提軍」，進佔喀什噶爾之疏附（回城），沙比提逃往葉爾羌，人員星散，「東土耳其共和國」解體[1]:4578。
- 2月7日——國民政府特派張學良為豫鄂皖三省「剿匪」總司令部副司令；國民政府令免第四十一軍軍長兼第四十師師長孫殿英本兼各職[1]:4579。
- 2月8日——中國民黨中央決定組設中國國民黨黨史館，以蔣介石、林森、汪精衛、孫科、戴季陶等九人為建築委員，擬定於南京明故宮舊址建館[1]:4580。
- 2月9日——蔣介石由杭州飛南昌，行前召見張學良指示豫、鄂、皖三省「剿共」計劃，抵南昌後即飭贛西各縣部隊跟踪追擊湘贛紅軍[1]:4580。
- 2月11日——陳銘樞離開香港，乘「康德羅梭號」輪赴法國[1]:4584。
- 2月13日——蔣介石在南昌召集顧祝同、陳誠、熊式輝、陳調元及西、南兩路軍代表舉行軍事會詓，部署「剿共」軍事，繼續指揮第五次「剿匪」軍東路總司令、衛立煌為前敵總指揮，陳誠為北路軍前敵總指揮[1]:4585。
- 2月14日——北平軍分會委傅作義任晉綏軍總指揮，閻錫山亦派王靖國、趙承綬率部集中臨河，襲擊孫殿英軍後路[1]:4585。
- 2月19日——新生活運動開始，蔣介石在南昌行營擴大紀念周上講演《新生活運之要義》，稱「新生活運動……就是要使全國國民軍事化」，要求首先在南昌和江西推行、發動「新生活運動」，2月21日南昌新生活運動促進會成立，蔣自任會長，旋頒《新生活運動須知》，2月23日蔣在南昌再次講演要求全國達到「國民生活軍事化」[1]:4587。
- 2月26日——蔣介石電令陳濟棠速飭所部分向雩都、興國及筠門嶺進展，配合北路軍、東路軍進攻紅軍[1]:4593。

### 3月
- 蔣介石設立侍從室，派晏道剛為主任[1]:4616。
- 3月1日——溥儀在日本導演下稱帝，改稱「大滿洲帝國」，年號「康德」，公佈《組織法》，規定即日改稱總理各部職務為大臣，執政府改稱宮內府，並新設國璽府；張學良在漢口任豫鄂三省「剿匪」副司令職，3月5日武昌設立行營[1]:4595。
- 3月3日——國民政府令免岳盛宣第四十六師師長職[1]:4597。
- 3月5日——蔣介石在南昌行營講演《新生活運動的中心準則》，要求學習曾國藩、胡林翼，以禮、義、廉、恥為新生活運動準則[1]:4599。
- 3月10日——國民政府令派朱天森為海軍學校校長[1]:4603。
- 3月16日——國民政府任命夏楚中為陸軍第九十八師師長，韓漢英為第五十九師師長，派馬步芳為新編第二軍軍長（仍兼第一百師師長）[1]:4607。
- 3月25日——陳果夫、邵元沖、吳鐵城、葉楚傖、潘公展等發起「中國文化建設協會」，是日在上海成立，以反對階級鬥爭，反對無產階級文化，反對共產主義為宗旨，要求「發揚固有文化」，提倡孔孟之道，3月29日舉陳立夫為理事[1]:4613。

### 4月
- 4月1日——南昌行營在南昌再次召開「剿共」軍事會議；陳調元在南昌正式就任贛粵湘鄂五省「剿匪」軍預備軍總司令[1]:4617-4618。
- 4月4日——國民政任命戴嗣夏為陸軍第四十六師師長[1]:4621。
- 4月6日——黃郛抵達南昌面謁蔣介石，報告華北情形及日方侵奪華北所提之各項要求，與蔣討論通通車、通郵談判方針[1]:4622。
- 4月11日——蔣介石、汪精衛和黃郛等在南昌商議華北問題及對日外交方針[1]:4625。
- 4月17日——日本外務省情報部長天羽英二發表聲明（簡稱「四一七」聲明或天羽聲明），經外務次官重光葵認可後發表，內容要點為：一、「維持東亞和日本之根本政策」，若中國「利用化國以謀排日」，日本「斷然反對」；二、日本反對「列國以共同之形式援助中國」，如投資、軍事顧問、教育和出售武器；三、日本反對列國與中國進行「具有紊亂東亞和平秩序性質」的經濟交涉；四、日本反對列國「以財政援助」為名「暗助中國抗擊日本」；五「維持東亞和平與秩序」，必須由日本「單獨為之」[1]:4630。
- 4月18日——國民政任命歐震為陸軍第九十師師長，免去吳奇偉第九十師師長職[1]:4632。
- 4月19日——中國外交部就日本「天羽聲明」發表聲明，表示：「中國深信國際和平之維持，端賴世界各國之群策群力。……世界無一國家，得在任何地方，主張有獨負維持國際和平之責任。」[1]:4633

### 5月
- 中共中央召開緊急會議研討廣昌戰役後之戰局及今後作戰方針，毛澤東提出將紅軍主力分向福建、浙江、江蘇、湖南進軍，突入後方廣大無堡壘地區，用以吸引國軍並使其兵力分散，然後回兵江西收復蘇區，最後決定在石城以北加築工事構成防衛瑞金防線，並緊急開展擴大紅軍運動，以組織粉碎國軍第五次「圍剿」之軍事力量[1]:4653。
- 5月1日——國民政府任命陳明仁為陸軍第八十師師長[1]:4647。
- 5月2日——北平軍分會任命湯玉麟、孫殿英為高等顧問[1]:4648。
- 5月8日——國民政府任命馬步芳為陸軍第一〇〇師師長[1]:4651。
- 5月13日——香港石嘴子華南煤氣公司發生爆炸，死百餘人，傷千餘人，民房被毁數十家[1]:4655。
- 5月14日——蔣介石電令各省、市政府嚴防鼓動罷課、反對會考，倘有故違，應斷然處置，立即制止，一律拿辦[1]:4655。
- 5月15日——蔣介石為規範新生活運動之進行，是日頒布《新生活運綱要》附《新生活須知》，《綱要》指出，新生活運動之主旨，即是使國民生藝術化、生產化、軍事化，「三者實現，是謂生活合理化。合理化所賴以實現之規律，曰『禮義廉恥』所賴以之事項，曰『衣食住行』。使我全體國民以『禮義廉恥』為規律，實現於『衣食住行』之中……是謂生活革命化之完成。而我中華民族復興之基礎，亦即奠定此」；國民政府任命黃維為陸軍第十一師師長、曾三省為安徽反省院院長[1]:4655-4656。
- 5月25日——蔣介石在武昌召開豫、鄂、皖三省邊防「剿匪」會議[1]:4661。
- 5月29日——國民政府通令各機關禁借外債[1]:4663。
- 5月30日——中國國民黨中央常務委員會決議：一、定8月27日為孔子誕辰紀念日（6月16日，國民政府明令公布），二、通過《婦女運動指導綱要》[1]:4665。
- 5月31日——宋子文、孔祥熙發起組織之中國建設銀公司在上海開成立大會，6月3日召開首屆董事會議，孔祥熙任董事長，執行董事宋子文、貝祖貽，宋子良任總經理，定7月1日正式營業[1]:4665。

### 6月
- 6月5日——國民政府任命徐培根為參謀本部廳長，免其原任航空署長職[1]:4669。
- 6月13日——國民政府任命楊步飛為陸軍第六十一師師長[1]:4674。
- 6月15日——蔣介石由九江抵達南京[1]:4675。
- 6月17日——中國國民黨中政會決定，在省府所在地，或工商業異常發達，居民複雜之特殊地區，因不適用一般縣市組織法，特設地方行政局之組織[1]:4677。
- 6月18日——張學良出巡豫鄂邊區，是日抵達潢川，6月21日在潢川召開軍事會議商定反共軍事，之後再赴商城及皖西立煌、六安，6月27日張回武漢[1]:4677。
- 6月24日——國民政府令免王世杰國立武漢大學校長職，任命王星拱為武漢大學校長[1]:4681。

### 7月
- 7月1日——蔣介石在南昌成立新生活運動促進總會，自任總會長，鄧文儀等22人為幹事，熊式輝、楊永泰、何應欽等37人為指導員[1]:4684。
- 7月5日——蔣介石改組軍政部航空署為中央航空委員會，自兼委員長，由黃秉衡、張惠長任委員立煌[1]:4687。
- 7月7日——蔣介石離開南京前往廬山主持反共軍事，翌日抵達廬山[1]:4688。
- 7月8日——軍事委員會任命鄒作華為炮兵學校校長，9月3日國民政府明令公布[1]:4688。
- 7月10日——行政院第一六八次會議，決議任命黃鎮球為防空學校校長，7月16日國民政府明令公布[1]:4690。
- 7月14日——國民政府任命周至柔為中央航空學校校長[1]:4692。

### 8月
- 8月1日——中國民族武裝自衛委員會在上海正式成立，宋慶齡被推為主席[1]:4701。
- 8月18日——國民政任命德穆楚克棟魯普為蒙古地方自治政務委員會秘書長[1]:4712。

### 9月
- 西南政務會議決議，准夏威升第十五軍軍長，夏奉命在桂林設軍部，指揮所部阻截紅軍長征先遣隊[1]:4734。
- 9月8日——國民政府令免王仲廉陸軍第八十九師副師長，提升王任該師師長[1]:4726。
- 9月15日——國民政府命令由豫鄂皖三省剿匪總司令部直接指揮豫鄂皖邊區軍事，撤銷原豫鄂皖邊區剿匪總司令部，准免劉鎮華總司令兼職[1]:4731。
- 9月18日——國民政府任命陳琪為陸軍第八十師師長[1]:4732。
- 9月21日——國民政府任命馬衡為北平故宮博物院院長[1]:4734。
- 9月29日——中共中央政治局委員、中華蘇維埃政府主席張聞天為《紅色中華》報撰寫之社論《一切為了保衛蘇維埃》於是日發表，發出中央蘇區紅一方面軍突圍西征實行戰略轉移之動員令[1]:4739。

### 10月
- 10月3日——司法行政部部長羅文幹呈請辭職，翌日中國國民黨中政會決議將司法行部改屬司法院，10月17日中政會決定以居正兼司法行部部長，10月20日國民政府明令公布[1]:4743。
- 10月4日——蔣介石偕楊永泰、晏道剛等由廬山出發，前往武漢、北平、察哈爾、歸綏、太原、西安等地視察[1]:4744。
- 10月5日——蔣介石乘「永綏」艦抵漢，召見有關軍事將領，詢問豫、鄂、皖邊區「剿共」軍情況，翌日召集張學良等會商豫、鄂、皖三省邊區反共軍事，10月8日蔣在武昌總部擴大紀念周上訓話，強調「欲強，教民死；欲富，教民勞，何事不成」[1]:4744。
- 10月9日——蔣介石在張學良、劉峙等陪同下離開武漢北上，前往豫、陝、甘、寧各省視察，翌日蔣等經鄭州抵達洛陽主持洛陽軍分校開學典禮，何應欽亦由北平抵達洛陽晤見蔣；國民政府任命陳公博兼實業部中央農業實驗所所長，准免彭位仁陸軍第十六師師長職[1]:4747-4748。
- 10月10日——晚，中共中和中央革命軍事委員會從江西瑞金出發，率紅一、紅三、紅五、紅八、紅九軍團及中央、軍委機關和直屬部隊共8.6萬人撤離中央蘇區，向雩都集中，實行戰略轉移，踏上向西突圍之征途，這便是後來被稱之為紅軍長征之開始；中共中央決定成立黨中央分局和蘇維埃政府中央辦事處，以項英為黨中央分局書記，陳毅為中央辦事處主任，10月22日又宣布成立中央軍區，由項英任司令員兼政治委員，率紅軍共兵力三四萬人堅持游擊戰爭，保衛蘇區[1]:4748。晚，中共中央率領中央紅軍主力和中央機關人員共86,000餘人，從瑞金等地出發，被迫實行長征[2]:321。
- 10月12日——蔣介石偕張學良抵達西安[1]:4750。
- 10月15日——蔣介石委上官雲相為「豫鄂皖三省邊區剿『匪』軍追剿總指揮」，編為五個支隊進攻鄂豫皖紅軍[1]:4752。
- 10月16日——中央紅軍分別從瑞金、長汀、寧化向雩都集中完畢，共五個軍團兩個縱隊，總計8.6859萬人，當日黃昏從十個渡口分別渡過雩都河；立法院三讀通過《中華民國憲法草案》，凡12章178條，憲草會議結束；王寵惠由香港返抵廣州會見陳濟棠等[1]:4752。
- 10月18日——蔣介石訓令各省軍政機關，將各地反共軍事史料滙編成冊，上交南昌行營第一廳附設之「剿匪」戰史編纂處，編寫《剿匪戰史》[1]:4753。
- 10月19日——蔣介石在蘭州甘肅省政府對黨、政、軍首領訓話，要求厲行新生活運動，中午11時許乘機飛寧夏，翌日返西安[1]:4754。
- 10月21日——中央紅軍各軍團進入第一道封鎖線[1]:4755。蔣介石结束西北视察前夕，前往咸阳拜谒汉茂陵和周陵，蔣介石日記謂：“谒文武周公之陵，而不思发扬光大其先人之基业者，非吾族类矣。”[3]
- 10月23日——中央紅軍全部突破第一道封鎖線；蔣介石偕楊永泰等自西安經洛抵達開封，張學良已先一日由洛陽返漢，翌日蔣等由開封經濟南飛抵北平；行政院駐平政務整理委員會決定撤銷戰區整理會，將其改組更名為戰區清理委員會，呈行政院鑒核，是日行政院會議通過，令行政院駐平政務整理委員會予以設立；國民政府任命唐俊德為陸軍第九十五師師長[1]:4757。

### 11月
- 本月至12月——中央紅軍主力突破湘江封鎖線，跳出包圍圈，紅軍由86,000餘人鋭減至30,000多人[2]:325。
- 11月1日——中國童子軍總會於10月20日經教育部召開第一次國理事會，推舉蔣介石任會長，戴季陶任副會長，王世杰任理事長，是日該總會接收中國童子軍總會籌備處及中國童子軍司令部，正式宣告中國童子軍總會成立[1]:4766。
- 11月4日——蔣介石視察張家口，出席張北軍民歡迎大會，演說《英雄之志業何在》[1]:4766。
- 11月5日——中央紅軍是日起開始突越汝城、城口間第二道封鎖線[1]:4766。
- 11月8日——中央紅軍全部由江西汝城南部天馬山及城口間通過第二道封鎖線[1]:4769。
- 11月10日——東路軍李默庵率第十、三十六兩師進占瑞金，國民政府宣布第五次「圍剿」結束；國民政府明令改組河北省政府，任命于學忠為河北省政府委員兼主席[1]:4770-4771。
- 11月11日——中央紅軍大隊開始衝越第三道封鎖線[1]:4771。
- 11月12日——蔣介石由武漢趕回南昌，當晚以南昌行營發出文（12日）酉電令，特派何鍵為「追剿」軍總司令[1]:4772。
- 11月14日——何鍵在衡陽成立「追剿」軍總司令部，宣布就任總司令職，蔣介石特派劉文島至衡陽監誓[1]:4772。
- 11月19日——蔣介石在南昌行營大紀念周上作報告，稱對江西蘇區紅軍之「圍剿」軍事告一段落，同日蔣至九江乘輪往南京[1]:4778-4779。

### 12月
- 12月1日——駐閩綏靖公署在漳州成立，蔣鼎文就主任職，翌日贛綏靖公署在吉安成立，顧祝同就主任職，劉峙在河南開封任河南保安司令兼職[1]:4790。
- 12月4日——行政院決議：河北省省會由天津遷回保定[1]:4793。
- 12月5日——中國國民黨中央政治會議議決：特任朱培德代理參謀總長，唐生智為訓練總監，陳調元為軍事參議院院長；內政部長黃紹竑辭職照准，遺缺由黃郛兼任；追認國民政明令特派顧祝同為駐贛綏靖公署主任，蔣鼎文為駐閩綏靖公署主任，並裁撤贛粵閩湘鄂「剿匪」軍東、西、南、北各路總司令部及預備軍總司令部；盜竊及偷運故宮古物案，交該管機關嚴厲究辦[1]:4794。
- 12月7日——國民政府令免朱培德原兼代訓練總監部訓練總監職，特任朱為代理參謀本部參謀總長，免去唐生智原軍事參議院院長職務，特任唐為訓練總監部訓練總監，特任陳調元為軍事參議院院長，准免賀耀組參謀本部參謀次長職，任命楊杰為參謀本部參謀次長[1]:4795。
- 12月12日——國民政任命魯滌平為軍事參議院副院長，曾仲鳴為鐵部政務次長，准錢宗澤辭鐵道部政務次長職；國民政府明令改組浙江省政府，免魯滌平原省政府委員本職、省政府主席兼職，任命黃紹竑為浙江省政府委員、兼省政府主席及民政廳長[1]:4798。
- 12月13日——蔣介石電令撤銷江西各地封鎖區，並令江西各縣停築碉堡[1]:4799。
- 12月19日——南昌行營組成國民政府軍事委員會委員長行營參謀團，任命賀國光、楊吉暉為正、副主任，令克日入川，其他要人員為第一處處長劉倚仁、第二處處長王又庸、政訓處處長柏良、高級參謀李伯華等，12月29日賀等由九江乘輪西上[1]:4803。
- 12月21日——國民政府明令改組四川省政府，免去劉文輝四川省政府委員、兼省主席及兼民政廳長，任命劉湘為四川省政府委員兼省政府主席[1]:4803-4804。
- 12月22日——國民政府令准免居正兼司法行政部長職，任命王用賓為司法行政部長；准免王用賓考選委員會委員長職，任命陳大齊為考選委員會委員長；准免謝冠生辭司法行政部政務次長職[1]:4804。
- 12月23日——陳濟棠設韶關行營，命余漢謀為行營主任[1]:4805。
- 12月27日——中國國民黨中常會選任馬超俊為國民政府委員會，補鄧澤如遺缺[1]:4806。
- 12月28日——國民政府任命黃紹竑兼浙江省保安司令，免去魯滌平浙江省保安司令職，任陸洪東為司法行政部常務次長[1]:4807。
- 12月31日——國民政府任命胡宗南為陸軍第一師師長，准免潘恩培司法行政部常務次長職[1]:4808。

## 逝世
- 1月2日——伍朝樞，中國國民黨中央執行委員、原國民政府外交部長，患腦溢血病逝香港[1]:4549。
- 1月10日——楊樹莊，中國國民黨中央執行委員、前海軍部長、福建省政府主席，在上海病逝[1]:4555。
- 3月1日——鮑貴卿，前北洋政府陸軍總長、吉林省督軍兼省長，在北平病逝[1]:4596。
- 3月25日——朱瑞墀，新疆省代理主席，病逝[1]:4613。
- 4月11日——蔭昌，前清政府陸軍部尚書、軍咨大臣、袁世凱大總統府侍武官長，病死於北平[1]:4626。
- 5月30日——隆夏爾，前達賴心腹、西藏親英派首領，被熱振攝政逮捕處決[1]:4653。
- 7月1日——方聲濤，中國國民黨中央候補監察委員、原福建省政府主席，病逝上海[1]:4685。
- 7月14日——劉半農，北京大學教授、研究部文史部主任、著名語音律專家，病逝於北平[1]:4692。
- 9月14日——王占元，前北洋政府兩湖巡閱使兼湖北省長，病死於天津[1]:4730。
- 9月29日——馬聯甲，前北洋政府安徽督軍，病死於安徽東流四區馬坊村[1]:4740。
- 11月13日——史量才，上海《申報》總經理，乘汽車由杭州返回上海，途經浙江海寧縣翁家埠附近突遭軍統特務行動組趙理君等阻擊遇害[1]:4772。
- 12月19日——鄧澤如，中國國民黨中央監察委員兼國民政府委員，在廣州病逝[1]:4803。
- 12月23日——陳少白，辛亥革命志士、香港《中國日報》創辦人，在北平病逝[1]:4805。